# Dansk Undergrunds Consortium
Dansk Undergrunds Consortium je danski konzorcij kojeg je osnovala danska naftna kompanija Maersk Oil za pomoć u eksploataciji nafte i zemnog plina u danskom naftnom sektoru u Sjevernom moru. Maersk Oil danas ima 31,2% udjela u konzorciju. Ostali udjeli otpadaju na Royal Dutch Shell (36,8%), Danski sjevernomorski fond koji je u državnom vlasništvu (20%) te na Chevron (12%).

## Vanjske poveznice
- Maersk Oil.com  Arhivirana inačica izvorne stranice od 15. siječnja 2013. (Wayback Machine)